# کراسنی (آستراخان)
کراسنی (به لاتین: Krasny) یک منطقهٔ مسکونی در روسیه است که در استان آستراخان واقع شده‌است.